# New Day (сингл 50 Cent)
«New Day» — сингл американського репера 50 Cent. Крім самих виконавців, авторами пісні є Royce da 5'9", Swizz Beatz, Ендрю Бріссетт, Ембер Стрітер з гурту RichGirl та Тревор Лоренс-молодший з лейблу Aftermath Entertainment. Зведення: Eminem. 
Dr. Dre й Фіфті читають реп, Аліша Кіз співає гук. Співачка записала свою версію «New Day», що потрапила до її п'ятого студійного альбому Girl on Fire (2012). 50 Cent виконав композицію наживо у Дубаї на «Atelier Live Music Festival» разом з Тоні Єйо, Kidd Kidd, Precious Paris та DJ Whoo Kid.

## Передісторія
17 липня 2012 під час інтерв'ю Digital Spy анонсували перший сингл, того ж дня оприлюднили його обкладинку. Прем'єра пісні відбулась 27 липня на шоу DJ Camilo на нью-йоркській радіостанції Hot 97. 30 липня трек з'явився на iTunes.
28 червня Swizz Beatz виклав у мережу сольну версію пісні у виконанні своєї дружини Аліши Кіз. Пізніше, 8 серпня 2012, в інтерв'ю XXL 50 Cent сказав, що композиція спершу мала увійти до альбому Доктора Дре Detox. Було вирішено змінити приспів, для чого трек відіслали Аліші. У свою чергу вона надіслали пісню з новою назвою.
У відео, завантаженому на його YouTube-каналі, репер також розповів про історію цього запису, котрий спершу мав називатися «This Life Won't Last Forever». Автор та виконавець оригінального приспіву: Естер Дін. 50 Cent заявив, що Дре хотів, щоб трек давав враження фільму.

### Семпл з «Бронкська історія»
—Лоренцо Анелло, з ґанґстерського фільму «Бронкська історія» (1993).
Пісня містить 8-секундне інтро, яке стосується тексту треку. Голос належить Роберту де Ніро, котрий у стрічці грає роль ґанґстера Лоренцо Анелло.

## Відео
17 серпня 2012 50 Cent оприлюднив через сайт Rap Genius офіційне лірик-відео та ролик з поясненням тексту. Лірик-відео містить кадри з Дре та Фіфті з їхніх кліпів. У ньому також можна помітити різні місця Нью-Йорка, зокрема Таймс-Сквер. На пісню не існує офіційного кліпу. Ще одне лірик-відео було завантажено на VEVO-канал виконавця на YouTube 24 серпня.
В інтерв'ю Енджі Мартінез з Hot 97 50 Cent розповів про смерть свого менеджера Кріса Лайті та концепцію «New Day», на яку у вересні 2012 мали розпочатись зйомки кліпу:
| Ліві лапки | Цей запис був у мене 4 місяці. Спершу він мав увійти на Detox. [Версія Аліши] звучить подібно, але Swizz зробив репродакшен усього треку. Ми справді мали за планом знімати відеокліп, проте потім трапилась ця ситуація з Крісом. | Праві лапки |

## Чартові позиції
Сингл дебютував на 66-ій сходинці Billboard Hot R&B/Hip-Hop Songs (пізніше посів 43-тю) та 28-му місці Hot Digital Songs.
| Чарт (2012)                      | Найвища позиція |
| -------------------------------- | --------------- |
| Австралія (ARIA)                 | 44              |
| Канада (Canadian Hot 100)        | 43              |
| Нідерланди (Mega Single Top 100) | 92              |
| Німеччина (Media Control AG)     | 53              |
| Словаччина (IFPI)                | 31              |
| США (Billboard Hot 100)          | 79              |
| US Hot R&B/Hip-Hop Songs         | 43              |
| Франція (SNEP)                   | 109             |
| Японія (Japan Hot 100)           | 52              |

## Історія виходу та появи на радіо
| Країна | Дата           | Формат                          | Лейбл                        |
| ------ | -------------- | ------------------------------- | ---------------------------- |
| Канада | 30 липня 2012  | Завантаження музики             | Shady, Aftermath, Interscope |
| США    | 30 липня 2012  | Завантаження музики             | Shady, Aftermath, Interscope |
| США    | 14 серпня 2012 | Сучасна ритмічна музика (радіо) | Shady, Aftermath, Interscope |
| США    | 14 серпня 2012 | Сучасний урбан (радіо)          | Shady, Aftermath, Interscope |
| США    | 28 серпня 2012 | Сучасне хітове радіо            | Shady, Aftermath, Interscope |